# 玉河恒夫
玉河 恒夫（たまがわ つねお、1925年 -  2017年12月30日) は日本の数学者。専門は整数論。
東京生まれ。1954年、東京大学で博士号。1963年からイェール大学に所属、1996年に同大名誉教授。アデール群上の不変測度である玉河測度を構成し、それを用いて代数群の玉河数を構成した。「玉河数」という命名はアンドレ・ヴェイユによる。